# DEF6
DEF6‏ (DEF6, guanine nucleotide exchange factor) هوَ بروتين يُشَفر بواسطة جين DEF6 في الإنسان.